# Německá demokratická republika na Letních olympijských hrách 1980

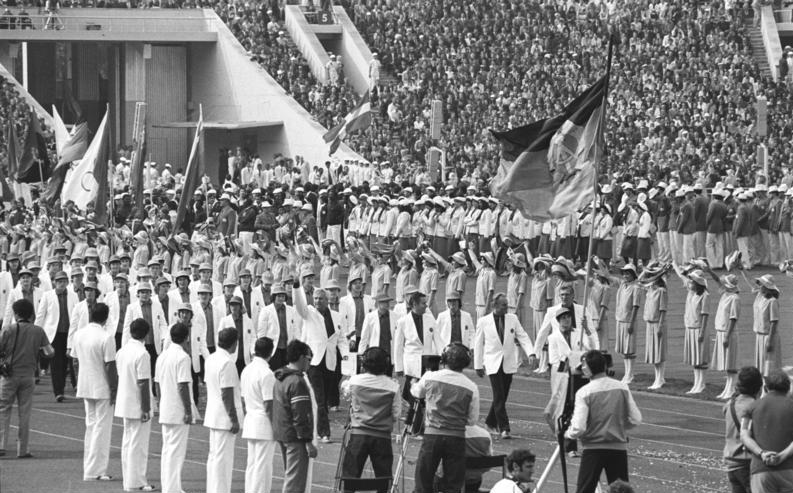
Na zahajovacím ceremoniálu

Německá demokratická republika na Letních olympijských hrách 1980 byla reprezentována výpravou 346 sportovců (222 mužů a 124 žen) v 17 sportech.

## Medailisté
| Medaile | Jméno | Sport                | Disciplína                                                |
| ------- | --- | -------------------- | --------------------------------------------------------- |
| Zlato   | Waldemar Cierpinski | Atletika             | Muži maratonský běh                                       |
| Zlato   | Thomas Munkelt | Atletika             | Muži 110 m překážek                                       |
| Zlato   | Volker Beck | Atletika             | Muži 400 m překážek                                       |
| Zlato   | Hartwig Gauder | Atletika             | Muži chůze 50 km                                          |
| Zlato   | Gerd Wessig | Atletika             | Muži skok vysoký                                          |
| Zlato   | Lutz Dombrowski | Atletika             | Muži skok daleký                                          |
| Zlato   | Bärbel Wöckelová | Atletika             | Ženy běh na 200 m                                         |
| Zlato   | Marita Kochová | Atletika             | Ženy běh na 400 m                                         |
| Zlato   | Romy Müllerová Bärbel Wöckelová Ingrid Auerswaldová Marlies Göhrová | Atletika             | Ženy štafeta 4 × 100 m                                    |
| Zlato   | Ilona Slupianeková | Atletika             | Ženy vrh kouli                                            |
| Zlato   | Evelin Jahlová | Atletika             | Ženy hod diskem                                           |
| Zlato   | Rudi Fink | Box                  | Muži pérová váha do 57 kg                                 |
| Zlato   | Rüdiger Helm | Kanoistika           | Muži K-1 1000 m                                           |
| Zlato   | Rüdiger Helm Bernd Olbricht Harald Marg Bernd Duvigneau | Kanoistika           | Muži K-4 1000 m                                           |
| Zlato   | Birgit Fischerová | Kanoistika           | Ženy K-1 500 m                                            |
| Zlato   | Carsta Genäuß Martina Bischof | Kanoistika           | Ženy K-2 500 m                                            |
| Zlato   | Lothar Thoms | Cyklistika           | Muži 1000 m s pevným startem                              |
| Zlato   | Lutz Heßlich | Cyklistika           | Muži sprint                                               |
| Zlato   | Falk Hoffmann | Skoky do vody        | Muži věž 10 m                                             |
| Zlato   | Martina Jäschkeová | Skoky do vody        | Ženy věž 10 m                                             |
| Zlato   | Roland Brückner | Sportovní gymnastika | Muži prostná                                              |
| Zlato   | Maxi Gnaucková | Sportovní gymnastika | Ženy bradla                                               |
| Zlato   | Hans-Georg Beyer Lothar Doering Günter Dreibrodt Ernst Gerlach Klaus Gruner Rainer Höft Hans-Georg Jaunich Hartmut Krüger Peter Rost Dietmar Schmidt Wieland Schmidt Siegfried Voigt Frank-Michael Wahl Ingolf Wiegert                                 | Házená               | Turnaj mužů                                               |
| Zlato   | Dietmar Lorenz | Judo                 | Muži bez rozdílu vah                                      |
| Zlato   | Joachim Dreifke Klaus Kröppelien | Veslování            | Muži dvojskif                                             |
| Zlato   | Frank Dundr Carsten Bunk Uwe Heppner Martin Winter | Veslování            | Muži párová čtyřka                                        |
| Zlato   | Jörg Landvoigt Bernd Landvoigt | Veslování            | Muži dvojka bez kormidelníka                              |
| Zlato   | Harald Jährling Friedrich-Wilhelm Ulrich Georg Spohr | Veslování            | Muži dvojka s kormidelníkem                               |
| Zlato   | Siegfried Brietzke Andreas Decker Stefan Semmler Jürgen Thiele | Veslování            | Muži čtyřka bez kormidelníka                              |
| Zlato   | Dieter Wendisch Walter Dießner Ullrich Dießner Gottfried Döhn Andreas Gregor | Veslování            | Muži čtyřka s kormidelníkem                               |
| Zlato   | Bernd Krauß Hans-Peter Koppe Ulrich Kons Jörg Friedrich Jens Doberschütz Ulrich Karnatz Uwe Dühring Bernd Höing Klaus-Dieter Ludwig | Veslování            | Muži osmiveslice                                          |
| Zlato   | Sybille Reinhardt Jutta Plochová Jutta Lauová Roswietha Zobeltová Liane Buhrová | Veslování            | Ženy párová čtyřka                                        |
| Zlato   | Ute Steindorf Cornelia Klier | Veslování            | Ženy dvojka bez kormidelníka                              |
| Zlato   | Ramona Kapheim Silvia Frohlich Angelika Noack Romy Saalfeld Kirsten Wenzel | Veslování            | Ženy čtyřka s kormidelníkem                               |
| Zlato   | Martina Boesler Kersten Neisser Christiane Kopke Birgit Schütz Gabriele Kühn Ilona Richter Marita Sandig Karin Metze Marina Wilke | Veslování            | Ženy osmiveslice                                          |
| Zlato   | Jörg Woithe | Plavání              | Muži 100 m volný způsob                                   |
| Zlato   | Barbara Krauseová | Plavání              | Ženy 100 m volný způsob                                   |
| Zlato   | Barbara Krauseová | Plavání              | Ženy 200 m volný způsob                                   |
| Zlato   | Ines Diers | Plavání              | Ženy 400 m volný způsob                                   |
| Zlato   | Petra Schneider | Plavání              | Ženy 400 m polohový závod                                 |
| Zlato   | Rica Reinischová | Plavání              | Ženy 100 m znak                                           |
| Zlato   | Rica Reinischová | Plavání              | Ženy 200 m znak                                           |
| Zlato   | Ute Gewenigerová | Plavání              | Ženy 100 m prsa                                           |
| Zlato   | Caren Metschuck | Plavání              | Ženy 100 m motýlek                                        |
| Zlato   | Ines Geißler | Plavání              | Ženy 200 m motýlek                                        |
| Zlato   | Barbara Krauseová Caren Metschuck Ines Diers Sarina Hülsenbeck | Plavání              | Ženy štafeta 4x100m volný způsob                          |
| Zlato   | Rica Reinischová Ute Gewenigerová Andrea Pollack Caren Metschuck | Plavání              | Ženy štafeta 4 × 100 m polohový závod                     |
| Stříbro | Jürgen Straub | Atletika             | Muži běh na 1500 m                                        |
| Stříbro | Klaus Thiele Andreas Knebel Frank Schaffer Volker Beck | Atletika             | Muži štafeta 4 × 400 m                                    |
| Stříbro | Frank Paschek | Atletika             | Muži skok daleký                                          |
| Stříbro | Marlies Göhrová | Atletika             | Ženy běh na 100 m                                         |
| Stříbro | Christiane Wartenbergová | Atletika             | Ženy běh na 1500 m                                        |
| Stříbro | Johanna Schallerová | Atletika             | Ženy 100 m překážek                                       |
| Stříbro | Barbara Krug Gabriele Löwe Christina Lathanová Marita Kochová | Atletika             | Ženy štafeta 4 × 400 m                                    |
| Stříbro | Brigitte Wujaková | Atletika             | Ženy skok daleký                                          |
| Stříbro | Olaf Heukrodt Uwe Madeja | Kanoistika           | Muži C-2 1000 m                                           |
| Stříbro | Gerald Mortag Uwe Unterwalder Matthias Wiegand Volker Winkler | Cyklistika           | Muži Stíhací závod (družstva)                             |
| Stříbro | Falk Boden Bernd Drogan Olaf Ludwig Hans-Joachim Hartnick | Cyklistika           | Muži časovka družstev                                     |
| Stříbro | Martina Pröeber | Skoky do vody        | Ženy prkno 3 m                                            |
| Stříbro | Bodo Rudwaleit Arthur Ullrich Lothar Hause Frank Uhlig Frank Baum Rüdiger Schnuphase Frank Terletzki Wolfgang Steinbach Jürgen Bähringer Werner Peter Dieter Kühn Norbert Trieloff Matthias Müller Matthias Liebers Bernd Jakubowski Wolf-Rüdiger Netz | Fotbal               | Turnaj mužů                                               |
| Stříbro | Ralf-Peter Hemmann Lutz Hoffmann Lutz Mack Michael Nikolay Andreas Bronst Roland Brückner | Sportovní gymnastika | Družstvo mužů víceboj                                     |
| Stříbro | Maxi Gnaucková | Sportovní gymnastika | Ženy víceboj – jednotlivci                                |
| Stříbro | Steffi Kraker | Sportovní gymnastika | Ženy přeskok                                              |
| Stříbro | Cornelia Linseová Heidi Westphalová | Veslování            | Ženy dvojskif                                             |
| Stříbro | Jörn Borowski Egbert Swensson | Jachting             | třída 470                                                 |
| Stříbro | Harald Vollmar | Sportovní střelba    | Muži 50 metrů libovolná pistole                           |
| Stříbro | Hellfried Heilfort | Sportovní střelba    | Muži 50 metrů libovolná malorážka 60 ran vleže            |
| Stříbro | Bernd Hartstein | Sportovní střelba    | Muži 50 metrů libovolná malorážka 3×40 ran polohový závod |
| Stříbro | Jurgen Wiefel | Sportovní střelba    | Muži 25 metrů rychlopalná pistole                         |
| Stříbro | Thomas Pfeffer | Sportovní střelba    | Muži 50 m průběžný cíl                                    |
| Stříbro | Roger Pyttel | Plavání              | Muži 100 m motýlek                                        |
| Stříbro | Frank Pfülze Jörg Woithe Detlev Grabs Rainer Strohbach | Plavání              | Muži štafeta 4 × 200 m volný způsob                       |
| Stříbro | Caren Metschuck | Plavání              | Ženy 100 m volný způsob                                   |
| Stříbro | Ines Diers | Plavání              | Ženy 200 m volný způsob                                   |
| Stříbro | Ines Diers | Plavání              | Ženy 800 m volný způsob                                   |
| Stříbro | Petra Schneider | Plavání              | Ženy 400 m volný způsob                                   |
| Stříbro | Ina Kleber | Plavání              | Ženy 100 m znak                                           |
| Stříbro | Cornelia Politová | Plavání              | Ženy 200 m znak                                           |
| Stříbro | Andrea Pollack | Plavání              | Ženy 100 m motýlek                                        |
| Stříbro | Sybille Schönrock | Plavání              | Ženy 200 m motýlek                                        |
| Stříbro | Katharina Bullin Barbara Czekalla Brigitte Fetzer Andrea Heim Ute Kostrzewa Heike Lehmann Christine Mummhardt Karin Püschel Karla Roffeis Martina Schmidt Annette Schultz Anke Westendorf                                                              | Volejbal             | Turnaj žen                                                |
| Stříbro | Joachim Kunz | Vzpírání             | Muži 67.5 kg                                              |
| Stříbro | Jürgen Heuser | Vzpírání             | Muži +110 kg                                              |
| Stříbro | Uwe Neupert | Zápas                | muži, volný styl do 90 kg                                 |
| Bronz   | Frank Schaffer | Atletika             | Muži běh na 400 m                                         |
| Bronz   | Roland Wieser | Atletika             | Muži chůze 20 km                                          |
| Bronz   | Jörg Freimuth | Atletika             | Muži skok vysoký                                          |
| Bronz   | Udo Beyer | Atletika             | Muži vrh koulí                                            |
| Bronz   | Wolfgang Hanisch | Atletika             | Muži hod oštěpem                                          |
| Bronz   | Ingrid Auerswaldová | Atletika             | Ženy běh na 100 m                                         |
| Bronz   | Christina Lathanová | Atletika             | Ženy běh na 400 m                                         |
| Bronz   | Jutta Kirstová | Atletika             | Ženy skok vysoký                                          |
| Bronz   | Margitta Pufeová | Atletika             | Ženy vrh kouli                                            |
| Bronz   | Ute Hommolaová | Atletika             | Ženy hod oštěpem                                          |
| Bronz   | Richard Nowakowski | Box                  | Muži lehká váha do 60 kg                                  |
| Bronz   | Karl-Heinz Krüger | Box                  | Muži váha lehká střední do 67 kg                          |
| Bronz   | Detlef Kästner | Box                  | Muži lehkotěžká váha do 71 kg                             |
| Bronz   | Herbert Bauch | Box                  | Muži váha polotěžká do 81 kg                              |
| Bronz   | Jürgen Fanghänel | Box                  | Muži váha těžká nad 81 kg                                 |
| Bronz   | Olaf Heukrodt | Kanoistika           | Muži C-1 500 m                                            |
| Bronz   | Eckhard Leue | Kanoistika           | Muži C-1 1000 m                                           |
| Bronz   | Rüdiger Helm Bernd Olbricht | Kanoistika           | Muži K-2 500 m                                            |
| Bronz   | Karin Guthke | Skoky do vody        | Ženy prkno 3 m                                            |
| Bronz   | Michael Nikolay | Sportovní gymnastika | Muži kůň našíř                                            |
| Bronz   | Roland Brückner | Sportovní gymnastika | Muži přeskok                                              |
| Bronz   | Roland Brückner | Sportovní gymnastika | Muži bradla                                               |
| Bronz   | Maxi Gnaucková Silvia Hindorff Steffi Kraker Katharina Rensch Karola Sube Birgit Süss | Sportovní gymnastika | Družstvo žen víceboj                                      |
| Bronz   | Steffi Kraker | Sportovní gymnastika | Ženy bradla                                               |
| Bronz   | Maxi Gnaucková | Sportovní gymnastika | Ženy prostná                                              |
| Bronz   | Birgit Heinecke Roswitha Krause Waltraud Kretzschmar Katrin Krüger Kornelia Kunisch Evelyn Matz Kristina Richter Christina Rost Sabine Röther Renate Rudolph Marion Tietz Petra Uhlig Claudia Wunderlich Hannelore Zober                               | Házená               | Turnaj žen                                                |
| Bronz   | Karl-Heinz Lehmann | Judo                 | Muži 71 kg                                                |
| Bronz   | Harald Heinke | Judo                 | Muži do 78 kg                                             |
| Bronz   | Detlef Ultsch | Judo                 | Muži do 86 kg                                             |
| Bronz   | Dietmar Lorenz | Judo                 | Muži do 95 kg                                             |
| Bronz   | Peter Kersten | Veslování            | Muži skif                                                 |
| Bronz   | Martina Schröterová | Veslování            | Ženy skif                                                 |
| Bronz   | Jorg Damme | Sportovní střelba    | Muži trap                                                 |
| Bronz   | Roger Pyttel | Plavání              | Muži 200 m motýlek                                        |
| Bronz   | Ines Diers | Plavání              | Ženy 100 m volný způsob                                   |
| Bronz   | Carmela Schmidt | Plavání              | Ženy 200 m volný způsob                                   |
| Bronz   | Carmela Schmidt | Plavání              | Ženy 400 m volný způsob                                   |
| Bronz   | Heike Dähne | Plavání              | Ženy 800 m volný způsob                                   |
| Bronz   | Petra Riedel | Plavání              | Ženy 100 m znak                                           |
| Bronz   | Birgit Treiber | Plavání              | Ženy 200 m znak                                           |
| Bronz   | Christiane Knacke | Plavání              | Ženy 100 m motýlek                                        |
| Bronz   | Frank Mantek | Vzpírání             | Muži 90 kg                                                |